# Milliron's Westchester
Milliron's Westchester, later The Broadway-Westchester, was een warenhuis op South Sepulveda Boulevard 8739 in Westchester, Los Angeles. Het warenhuis was ontworpen door de architect Victor Gruen. Het oorspronkelijke ontwerp werd gezien als een mijlpaal in de winkelarchitectuur, hoewel veel van het oorspronkelijke ontwerp niet meer aanwezig is. 

## Geschiedenis
Oorspronkelijk kreeg de projectontwikkelaar Frank Ayres & Son in 1942 de opdracht om een gezond zakendistrict te creëren langs Sepulveda Boulevard in de nieuwe wijk Westchester. Ze probeerden J.C. Penney als anker te lokken, maar Penney vond dat het gebied te dicht bij het centrum van Inglewood lag. Ze slaagden erin Milliron's aan te trekken om hier zijn eerste filiaal van het warenhuis Milliron's (lang bekend als de Fifth Street Store) te openen. Milliron's had op dat moment alleen zijn vlaggenschipwinkel  aan Broadway in Downtown Los Angeles, destijds nog het belangrijkste winkelgebied van de stad met grote warenhuizen en bioscopen. Milliron's had echter niet dezelfde aantrekkingskracht als Bullock's, The Broadway of J.W. Robinson's.

## Betekenis
Victor Gruen was een in Oostenrijk geboren architect, die later het eerste overdekte winkelcentrum van het land, Southdale Center, zou ontwerpen en een grote invloed zou hebben op het ontwerp van het Amerikaanse winkelcentrum. In 1949 ontwierp hij Milliron's Westchester, een snelgroeiende buitenwijk aan de westkant van de stad.
De feestelijke opening vond plaats op 17 maart 1949 en was een "enorme gebeurtenis die de elegantie en efficiëntie van het naoorlogse modernisme liet zien", aldus de Los Angeles Conservancy.
Millron's Westchester werd als opvallend innovatief beschouwd toen het in 1949 werd geopend, zowel wat betreft het aantrekkelijke laatmoderne ontwerp, als het feit dat het een warenhuis in een buitenwijk was (maar wel vrijstaand), wat nog relatief nieuw was. In de daaropvolgende jaren breidden de warenhuizen zich uit naar de voorsteden van Los Angeles. Maar slechts een paar jaar na de opening, halverwege de jaren vijftig, zou het als achterhaald worden beschouwd:
- door de schaal die als klein en relatief gewoon werd gezien, vergeleken met de grotere, complete winkelcentra die toen begonnen te openen, zoals het Broadway-Crenshaw Center uit 1947;
- doordat het te veel gericht was op de straat en probeerde visueel aantrekkelijk te zijn voor het autoverkeer, terwijl nieuwe winkelcentra eilandomgevingen creëerden;
- doordat vrijstaande warenhuizen al eerder meer als uitzondering dan als regel gezien – het Architectural Forum verklaarde in 1950 dat "de geïsoleerde filialen in de buitenwijken op weg zijn naar ernstige problemen".

Niettemin was Milliron's een belangrijke referentie voor Gruens toekomstige carrière. Omdat het een warenhuis was en niet zomaar een kleinere speciaalzaak, werd zijn werk op nationaal niveau tentoongesteld en zou Gruen de meest gerenommeerde architect van het Amerikaanse overdekte winkelcentrum worden. 

## Architectuur
Hoewel het gebouw niet op de lijst staat, verwijst het registratieformulier van Bullock's Pasadena in het National Register of Historic Places ernaar en beschrijft het als een laatmoderne stijl, "een warenhuis met één verdieping met geïntegreerde parkeerplaatsen in het plan en een dakparkeerplaats die toegankelijk was via twee kruisende hellingen aan de achterkant van het gebouw. De gevel is bekleed met ongeverfde baksteen en vertoont regelmatige golven gemarkeerd door structurele vinnen die een plat overdekte loggia boven de daklijn creëren. Dit systeem omringt het gebouw en loopt naar beneden om een modernistische boog te vormen boven de achterste ingangen naar de dakparkeerhellingen. Hoewel het geen ramen had, had Milliron's vier vrijstaande displaykiosken voor etalages langs de stoepzijde."

### Hoogte
Het ontwerp van Milliron was erop gericht om "vijf verdiepingen aan warenhuis op één verdieping" te huisvesten, ondanks dat de winkel slechts 8.400 m² groot was. Het restaurant, de schoonheidssalon en het auditorium bevonden zich op het dak, waardoor de hoofdgevel ruim 9 meter hoog werd. Een verhoging wikkelde zich om de secundaire gevel en schermde een parkeerdek op het dak en trappenhuizen af van het zicht op de begane grond, terwijl verticale betonnen vinnen de schijnbare hoogte accentueerden, die vanuit alle hoeken leek op die van een gebouw met twee verdiepingen. 

### Parkeren
Een ongewone voorziening was een parkeerplaats op het dak voor 300 auto's. Indrukwekkende hellingen met rechte lijnen, maar ook met een aantal licht diagonale lijnen en bochten in de hoeken, leidden de auto's naar het dak. Roltrappen leidden vanaf het dak naar beneden naar de winkel. 
Het winkelgebied rondom Milliron bleef de eerste jaren dunbevolkt. De winkel werd in juni 1950 verkocht aan The Broadway, dat toen bekend stond als The Broadway-Westchester. Westchester is nooit echt van de grond gekomen als regionaal winkelknooppunt, vooral niet na de bouw van het nabijgelegen Fox Hills Mall .
Broadway sloot eind 1990 zijn vestiging in Westchester.  Het gebouw huisvestte later een filiaal van Mervyn's en werd later een filiaal van Kohl's.